# Sina Corporation
Sina Corporation (chiń. 新浪) – chińskie przedsiębiorstwo założone w 1998, działające w branży internetowej. Portfolio Sina Corp obejmuje witryny i usługi internetowe: SINA.com (portal), SINA mobile (portal mobilny i aplikacje mobilne), Weibo (sieć społecznościowa).